# Hieracium guatemalense
Hieracium guatemalense là một loài thực vật có hoa trong họ Cúc. Loài này được Standl. & Steyerm. mô tả khoa học đầu tiên năm 1944.